# Табал, Мэри Джой
Мэри Джой Рейес Табал-Хименес (англ. Mary Joy Reyes Tabal-Jimenez; род. 13 июля 1989, Себу) — филиппинская легкоатлетка, специалистка по бегу на длинные дистанции и марафону. Выступала на профессиональном уровне в 2010—2020 годах, чемпионка Игр Юго-Восточной Азии, победительница и призёрка ряда крупных международных стартов на шоссе, действующая рекордсменка страны в марафоне и полумарафоне, участница летних Олимпийских игр в Рио-де-Жанейро.

## Биография
Мэри Джой Табал родилась 13 июля 1989 года в городе Себу, Филиппины. Занималась бегом под руководством тренера Джона Филипа Дуэньяса.
С 2010 года успешно выступала на различных коммерческих стартах на шоссе, преимущественно в Маниле и других филиппинских городах.
В 2011 году на домашнем полумарафоне в Себу превзошла всех соперниц и установила ныне действующий рекорд Филиппин на полумарафонской дистанции — 1:16:05.
Впервые заявила о себе на международном уровне в сезоне 2014 года, когда показала 17-й результат в зачёте Парижского марафона (2:57:31).
В 2015 году заняла 27-е место на Лос-Анджелесском марафоне, в составе филиппинской сборной выиграла серебряную медаль в марафоне на Играх Юго-Восточной Азии в Сингапуре.
В 2016 году отметилась победой на Гонконгском полумарафоне, показала 21-й результат на Бостонском марафоне, с личным рекордом 2:43:30.4 финишировала восьмой на Оттавском марафоне. Выполнив олимпийский квалификационный норматив (2:45:00), удостоилась права защищать честь страны на летних Олимпийских играх в Рио-де-Жанейро — здесь в программе марафона показала время 3:02:27, расположившись в итоговом протоколе соревнований на 124-й строке.
В 2017 году выиграла полумарафон в Оттаве, стала второй на полумарафоне в Риме, одержала победу в марафоне на Играх Юго-Восточной Азии в Куала-Лумпуре.
В 2018 году среди прочего бежала марафон на Азиатских играх в Джакарте, с результатом 2:51:41 закрыла десятку сильнейших.
В 2019 году заняла 14-е место на Оттавском марафоне (2:49:57), получила серебро в марафоне на домашних Играх Юго-Восточной Азии в Филиппинах (2:58:49).
Завершила спортивную карьеру по окончании сезона 2020 года.